# Jesús Cintora
Jesús Ángel Cintora Pérez (Ágreda, 27 de enero de 1977) es un periodista y presentador de televisión español.

## Formación y carrera
Licenciado en Periodismo en la Universidad de Navarra en 1999 en la rama de Comunicación Audiovisual. Ha sido Profesor Asociado de la Universidad Carlos III de Madrid.
Sus primeros trabajos se desarrollaron en las emisoras de la Cadena SER de Soria, Pamplona y Zaragoza, también en TVE Navarra, El Mundo, Radio Marca y Canal Satélite Digital.
Entre 2002 y 2006 fue el coordinador de la parte informativa del programa Hoy por hoy dirigido por Iñaki Gabilondo primero y Carles Francino desde 2005.
Después dirigió Hora 14 y Hora 25 fin de semana hasta marzo de 2011, cuando empieza a dirigir matinal SER tras la reestructuración de los servicios informativos de la Cadena SER.
El 11 de noviembre del mismo año fue despedido en una nueva reestructuración de los servicios informativos de la cadena. Él mismo lo confirmaría por Twitter días después.

## Radio
De 1996 a 2000, sus primeros trabajos se desarrollaron en las emisoras de la Cadena SER de Soria, Pamplona, Zaragoza y Madrid.
En 2000 formó parte del equipo que arrancó Radio Marca en emisiones digitales.
En 2000 vuelve a la SER de Madrid. Entre 2002 y 2006 fue el coordinador de la parte informativa del programa Hoy por hoy dirigido por Iñaki Gabilondo primero y Carles Francino desde 2005.
Después dirigió Hora 14 y Hora 25 fin de semana hasta marzo de 2011, cuando empieza a dirigir Matinal SER tras la reestructuración de los servicios informativos de la Cadena SER.

## Televisión
Sus primeros trabajos fueron para TVE Navarra, Canal 4 Navarra y Canal Satélite Digital.
Entre 2011 y 2013 participa como analista político en varios programas de televisión en España entre los que destacan El debate de la 1 en Televisión Española (2012-2013), La noche en 24 horas en Televisión Española (2012-2013), El programa de Ana Rosa en Telecinco (2011-2013) y El gran debate (2012-2013) en Telecinco,  De hoy a mañana (2012-2013) y El cascabel (2013) en 13TV, Alto y Claro en Telemadrid y La vuelta al mundo (2009-2011) en Veo7 y Una mirada a El Mundo (2012) en Discovery MAX. 
Desde el 6 de mayo de 2013, Cintora sustituye a Marta Fernández en la presentación del espacio matinal Las mañanas de Cuatro en Cuatro. El espacio alcanzó el liderazgo de la televisión informativa matinal en España.
En la primera edición del programa presentado por Cintora, en 2013, se sientan a la mesa Pedro Sánchez Pérez-Castejón, Pablo Iglesias, Albert Rivera, Alberto Garzón y Pablo Casado Blanco, antes de alcanzar un papel decisivo en la llamada nueva política.
Entre el 24 de noviembre y el 8 de diciembre de 2013, se pone al frente del nuevo programa informativo llamado The Wall. 
El 19 de junio de 2014 forma parte del despliegue informativo de Mediaset España con motivo de la proclamación de Felipe VI de España junto a Ana Rosa Quintana y Pedro Piqueras.
El 27 de marzo de 2015 Mediaset España anuncia su cese como presentador de Las Mañanas de Cuatro alegando el grupo de comunicación en un comunicado oficial que "Mediaset tiene el claro objetivo de informar, que no formar, a los espectadores a través de un pluralismo con el que dar voz a absolutamente todas las opiniones políticas y con unos presentadores que traten la información de manera objetiva", sin embargo continúa en la cadena para otros futuros proyectos.
En noviembre de 2015 Las mañanas de Cuatro recibió el Premio Ondas "por abrir una franja televisiva estable en la actualidad, por la evolución que sus sucesivos directores y conductores han ido aportando y por el impacto político que ha provocado". En 2015 presentó dos ediciones del programa En la caja, que protagonizaban de forma alterna algunas caras conocidas de Cuatro; Cintora se adentró en el mundo de los desahucios con fondos buitres y en los recortes de la sanidad y la educación.
En 2016 conduce en Cuatro durante dos meses el espacio Cintora a pie de calle. Tras más de un año apartado de la pequeña pantalla, regresa a la misma cadena en septiembre de 2017 con el programa La línea roja.
En marzo de 2018 se anuncia su marcha de Mediaset España para fichar por Atresmedia para La Sexta para colaborar en  Al rojo vivo, La Sexta Noche, Liarla Pardo y  Más vale tarde. Desde noviembre de ese año hasta febrero de 2020, presentó en la misma cadena el programa Carretera y manta.
En noviembre de 2020 se incorporaba a Televisión Española para presentar Las cosas claras, un programa de actualidad que permaneció en antena por espacio de ocho meses. Cintora dijo al despedirse : “Nos quitaron con un gobierno y ahora nos quitan con otro”. En febrero de 2025 vuelve a la misma cadena pero esta vez en La 2 para presentar Malas Lenguas.

## Trayectoria televisiva

### Como presentador
| Año           | Programa               | Cadena   | Notas                  |
| ------------- | ---------------------- | -------- | ---------------------- |
| 2013-2015     | Las mañanas de Cuatro  | Cuatro   | Presentador            |
| 2013          | The Wall               | Cuatro   | Presentador            |
| 2015          | En la caja             | Cuatro   | Presentador            |
| 2016          | Cintora a pie de calle | Cuatro   | Presentador y director |
| 2017          | La línea roja          | Cuatro   | Presentador            |
| 2018-2019     | Carretera y manta      | La Sexta | Presentador            |
| 2020-2021     | Las cosas claras       | La 1     | Presentador y director |
| 2025-presente | Malas lenguas          | La 2     | Presentador y director |
| 2025-presente | Malas lenguas          | La 1     | Presentador y director |

### Como colaborador
| Año       | Programa                | Cadena        | Notas       |
| --------- | ----------------------- | ------------- | ----------- |
| 2009-2011 | La vuelta al mundo      | Veo7          | Colaborador |
| 2009-2011 | Alto y Claro            | Telemadrid    | Colaborador |
| 2011-2013 | El programa de Ana Rosa | Telecinco     | Colaborador |
| 2012      | Una mirada a El Mundo   | Discovery MAX | Colaborador |
| 2012-2013 | El debate de La 1       | La 1          | Colaborador |
| 2012-2013 | La noche en 24 horas    | La 1          | Colaborador |
| 2012-2013 | El gran debate          | Telecinco     | Colaborador |
| 2012-2013 | De hoy a mañana         | Trece         | Colaborador |
| 2013      | El cascabel             | Trece         | Colaborador |
| 2018-2020 | Al rojo vivo            | La Sexta      | Colaborador |
| 2018-2020 | La Sexta noche          | La Sexta      | Colaborador |
| 2018-2020 | Liarla Pardo            | La Sexta      | Colaborador |
| 2018-2020 | Más vale tarde          | La Sexta      | Colaborador |

## Prensa
Sus primeros trabajos fueron para Diario de Soria y El Mundo.
Entre 2011 y 2012 colabora con la edición española de la revista Rolling Stone (Rolling Stone España).
Entre 2011 y 2013 colabora con Interviú. De 2015 a 2020 colabora con ElDiario.es que dirige Ignacio Escolar con un artículo de opinión semanal.

## Libros
El 14 de abril de 2015 Jesús Cintora publicó con la editorial Espasa La hora de la verdad. Es la primera vez que se entrevistó para un libro a los líderes políticos de la nueva generación, como Pedro Sánchez Pérez-Castejón, Pablo Iglesias, Albert Rivera, Alberto Garzón o Pablo Casado Blanco. También participan en la obra de Cintora algunos de los personajes que el periodista fichó para su programa de televisión, como Miguel Ángel Revilla, Sor Lucía Caram o Pedro J. Ramírez. El prólogo es de Iñaki Gabilondo, que describe así al autor: Jesús Cintora, un joven periodista soriano con el que coincidí en la Cadena SER. Saltaban a la vista su personalidad y su instinto. Su informalidad, su descaro y su sencillez expresiva encajaban como un guante con las exigencias recién estrenadas de transparencia, frescura y audacia.
El 11 de abril de 2017 Jesús Cintora publica, de nuevo con Espasa, el libro Conspiraciones, ¿por qué no gobernó la izquierda?.
En el año 2020 publicó también La conjura: Así se fraguó el primer Gobierno de coalición de la democracia Espasa.
En 2022, publica No quieren que lo sepas, su libro más vendido. Cintora mete el dedo en la llaga con temas como la libertad de expresión o los tapones para una regeneración en España.